# Miroslav Sedlák
Miroslav Sedlák, též Mirko Sedlák (15. dubna 1913 Český Krumlov – 23. ledna 1981 Marietta), byl český a československý politik, poslanec Prozatímního a Ústavodárného Národního shromáždění za Československou sociální demokracii. Po roce 1948 exilový politik.

## Biografie
Absolvoval střední sociálně pojišťovací školu a pak nastoupil do okresní nemocenské pojišťovně v Českém Krumlově. Od roku 1929 byl župním důvěrníkem sociálně demokratické mládeže. Ve 30. letech pak zastával na regionální úrovni četné stranické funkce. Na podzim 1938 musel po mnichovské dohodě opustit Český Krumlov a odejít do vnitrozemí. Za druhé republiky se podílel na vytvoření Národní strany práce. Byl zvolen jejím důvěrníkem, tedy krajským předsedou v župě České Budějovice. Za druhé světové války působil v odboji uvnitř organizace Národní hnutí pracující mládeže. Již v září 1939 byl zatčen a roku 1940 odsouzen na čtyři a půl roku káznice. Po vypršení trestu byl vězněn až do konce války v koncentračním táboře Flossenbürg.
Po válce se vrátil do vlasti a zapojil se do veřejného života. V letech 1945–1946 byl předsedou okresní správní komise v Českém Krumlově a v období let 1945–48 působil na postu předsedy jihočeské organizace ČSSD, přičemž byl zároveň členem ústředního výkonného výboru strany. V letech 1945–1946 byl poslancem Prozatímního Národního shromáždění za sociální demokraty. Po parlamentních volbách v roce 1946 usedl za sociální demokracii do Ústavodárného Národního shromáždění. Setrval zde formálně do voleb do Národního shromáždění roku 1948.
Během únorového převratu v roce 1948 patřil k části ČSSD kritické vůči KSČ, která byla ze sociálně demokratické strany vytlačena a která se stala terčem persekuce. Odešel do emigrace. Jeho cílem bylo nejprve Spojené království. V květnu 1948 se v Londýně podílel na vzniku exilové sociální demokracie. Byl členem jejího ústředního výkonného výboru. Od roku 1950 žil v USA. ČSSD zastupoval v 50. letech v Radě svobodného Československa. V letech 1950–1951 přednášel v rámci akce „Crusade for Freedom" (ve prospěch Výboru pro Svobodnou Evropu) v USA. V období let 1960–1964 byl členem posádky nemocniční lodi Hope, která vyjížděla do rozvojových zemí jako plovoucí nemocnice a školicí centrum pro místní zdravotnické kádry. Od 1965 pracoval v Atlantě jako ředitel hotelu a předseda místní odborové organizace Banquet Managers Guild sdružující hotelové pracovníky. V roce 1974 těžce onemocněl a po zbytek života pak žil v sanatoriích.